# Ezra Johnson
Ezra Ray Johnson (Shreveport, 2 ottobre 1955) è un ex giocatore di football americano statunitense che ha militato nel ruolo di defensive end nella National Football League (NFL).

## Carriera
All'università Johnson giocò a football al Morris Brown College. Fu scelto come ventisettesimo assoluto nel Draft NFL 1977 dai Green Bay Packers. Nei suoi primi anni fu uno dei migliori defensive linemen, venendo convocato per il Pro Bowl nel 1978 dopo essersi classificato non ufficialmente secondo nella NFL dietro ad Al Baker dei Detroit Lions con 20,5 sack (i sack non divennero una statistica ufficiale fino al 1982). Tuttavia, a partire dal 1981, la carriera di Johnson fu rallentata da una serie di infortuni alla schiena e di accuse di mancanza di disciplina sul campo di gioco, incluso un incidente che lo vide mangiare un hot dog in panchina durante una gara di pre-stagione. Durante quel periodo perse e riconquistò il posto di titolare diverse volte.
Johnson a partire dal 1986 fu utilizzato quasi esclusivamente in situazioni di terzo down per attaccare il quarterback avversario, assumendo il ruolo di leader della squadra. Fu svincolato dai Packers nel 1988, dopo di che passò due stagioni con gli Indianapolis Colts e una con gli Houston Oilers prima di ritirarsi. Malgrado la relazione avversa in alcuni momenti con la squadra, Johnson fu introdotto nella Green Bay Packers Hall of Fame nel 1997.

## Palmarès
- Convocazioni al Pro Bowl: 1

1978